# Békés Géza (pap)
Dr. Békés Géza Ágoston (Varannó (Zemplén vármegye), 1917. május 26. – 2007. március 24.) görögkatolikus pap, író, KALOT-titkár, gyémántdiplomás pedagógus.

## Élete
A teológiát Budapesten a Központi Papnevelő Intézetben végezte, az Országos Kispapegység szervező titkára. 1947. augusztus 20-án megnősült, felesége: Balogh Katalin. 1947. szeptember 8-án Máriapócson szentelték pappá. Nagylétán 1948-ban, majd Bedőn parókus. 1950. március. 25-én teológiából doktorált. 1950. szeptembere és 1951. június 10 között koncepciós perben azzal vádolták, hogy szentbeszédben tiltakozott a munkások munkaversenyben történő túlhajszolása ellen, és szót emelt a vasárnap, mint jogos pihenőnap mellett. 2 alkalommal 9 hónapra megvonták a kongruáját.
1950-től Nyírszőlős, 1960-tól Nyírpilis, 1969-től Kálmánháza, 1973-tól Apagy-Nyírtét parókusa. 1980-ban betegség miatt nyugdíjazták. 1981-83 között Nagykállón kisegítő lelkész, 1990-től Nyíregyházán, mint nyugdíjas megyei börtönlelkész tevékenykedett. Tagja volt a városi és országos egyesületeknek. 1989. november 25-től 1992. november 7-ig a KALOT Népfőiskolák országos elnöke. 1996. november 23-án a megye a "Hazáért" érdemkereszttel, 1997-ben a Börtönpasztorális Társaság bronzéremmel tüntette ki. Utolsó éveiben a hajléktalanok között segédkezett papi hivatásával, s a nyíregyházi kertvárosi görögkatolikus templom napi életében is tevékenyen részt vett. Rövid betegség után 2007. március 24-én hunyt el.